# Prințul Wilhelm al Prusiei (1906–1940)
Prințul Wilhelm al Prusiei (germană Wilhelm Friedrich Franz Joseph Christian Olaf; 4 iulie 1906 – 26 mai 1940) a fost fiul cel mare al Prințului Moștenitor al Germaniei, Wilhelm și al soției lui, Cecilie de Mecklenburg-Schwerin. La naștere a fost al doilea în linia de succesiune la tronul german.

## Copilăria

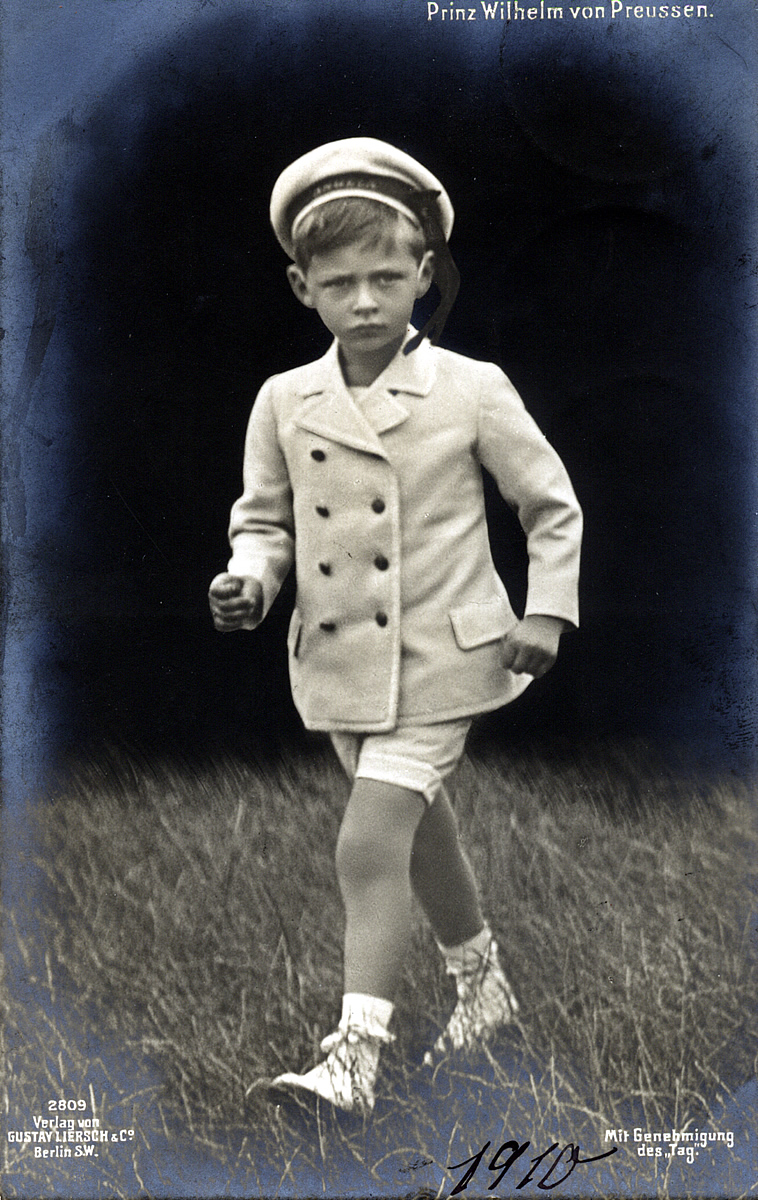
Prințul Wilhelm în 1910

Wilhelm s-a născut la 4 iulie 1906 la reședința familiei Hohenzollern, Marmorpalais, în apropiere de Potsdam, unde se stabiliseră părinții săi până când casa lor, Schloss Cecilienhof, urma să fie gata. Tatăl său a fost Wilhelm, Prinț Moștenitor al Germaniei, fiul cel mare al împăratului german Wilhelm al II-lea. Mama sa a fost Ducesa Cecilie de Mecklenburg-Schwerin. Împăratul Franz Joseph al Austriei a fost unul dintre nașii prințului.
Alegerea unei bone pentru Wilhelm și fratele său mai mic, Louis Ferdinand (născut în 1907) a cauzat un stres considerabil în familie.
La aniversarea de 10 ani, în 1916, Wilhelm a fost numit locotenent al regimentului 1 de gardă și a primit Ordinul Vulturului Negru, de la bunicul său. Doi ani mai târziu, monarhia germană a fost abolită. Wilhelm și familia sa au rămas în Germania deși bunicul său fostul împărat a plecat în exil în Olanda. Fostul Prinț Moștenitor și familia sa au rămas la Potsdam unde Wilhelm și fratele lui mai mic au urmat gimnaziul local.
Wilhelm a studiat la Universitatea din Königsberg, Universitatea din Munchen și Universitatea din Bonn. În 1926, în timp ce era student la Bonn, Wilhelm s-a alăturat "Corps", o organizație studențească la care tatăl său, bunicul și alți membri ai familiei regale prusace erau membri.

## Căsătorie și copii

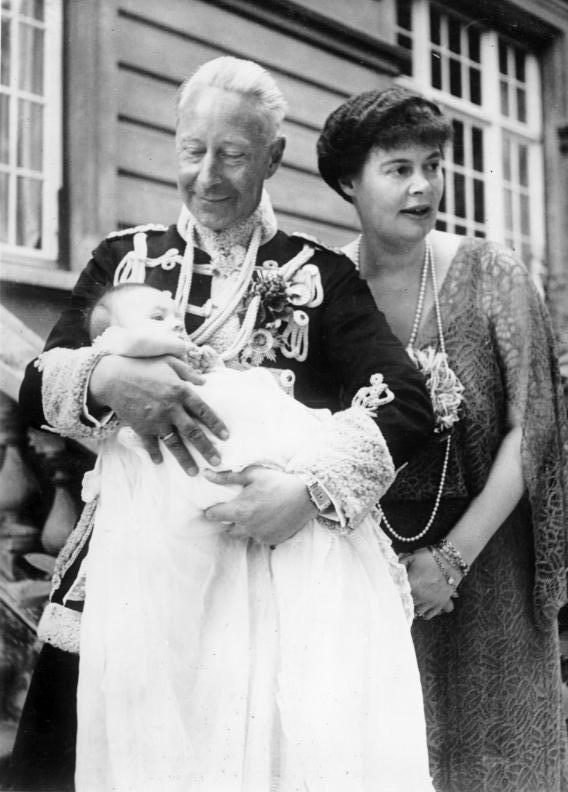
Fiica cea mare a lui Wilhelm, Prințesa Felicitas, împreună cu părinții lui Wilhelm.

În timpul studenției la Bonn, Wilhelm s-a îndrăgostit de o colegă studentă, Dorothea von Salviati. Bunicul său nu a aprobat căsătoria deoarece în acel timp kaiserul încă spera în posibilitatea restaurației de Hohenzollern, și nu voia ca nepotul său să facă o căsătorie morganatică.
Totuși, Wilhelm era hotărât să se căsătorească cu Dorothea. A renunțat la drepturile sale la succesiune pentru el și pentru viitorii copii în 1933. Wilhelm și Dorothea s-au căsătorit la 3 iunie 1933 la Bonn. Au avut două fiice. În 1940, căsătoria a fost recunoscută ca dinastică și fetele au primit titlul de prințesă a Prusiei.
- Prințesa Felicitas Cecilie Alexandrine Helene Dorothea a Prusiei, (7 iunie 1934–1 august 2009)[9]
- Prințesa Christa Friederike Alexandrine Viktoria a Prusiei, născută la 31 octombrie 1936 la Schloß Klein-Obisch, în apropiere de Głogów

În mai 1940, Wilhelm a luat parte la invazia Franței. A fost rănit în timpul luptelor în Valenciennes și a murit la spital la Nivelles la 26 mai 1940.